# Ayuko Akiyama
Pour les articles homonymes, voir Akiyama.
Ayuko Akiyama (秋山亜由子, Akiyama Ayuko, née en 1964) est une auteure de bande dessinée japonaise. Elle a débuté en 1992 dans Garo et publie depuis 1998 dans AX. Elle allie généralement dans son travail le folklore et la culture populaire japonaise aux insectes.

## Publications françaises
- « À l'intérieur de la calebasse », dans AX Anthologie vol. 1, Le Lézard noir, 2011, p. 69-76.